# Takashi Yamazaki (réalisateur)
Pour les articles homonymes, voir Takashi Yamazaki.
Takashi Yamazaki (山崎 貴, Yamazaki Takashi), né le 12 juin 1964 à Matsumoto dans la préfecture de Nagano, est un réalisateur, scénariste et superviseur des effets spéciaux japonais.

## Biographie
Takashi Yamazaki intègre le studio d’effets spéciaux Shirogumi en 1986 ; il est reconnu comme l’un des principaux experts en effets spéciaux numériques du Japon. Il fait ses débuts de réalisateur en 2000 avec Juvenile (en).
En 2005, son long métrage Always : Crépuscule sur la troisième rue remporte 12 prix lors de la 29e édition de l'Académie japonaise.

## Filmographie sélective

### Cinéma
- 2000 : Juvenile (en) (ジュブナイル, Jubunairu?)
- 2002 : Returner (リターナー, Ritānā?)
- 2005 : Always : Crépuscule sur la troisième rue (ALWAYS 三丁目の夕日, Always sanchōme no yūhi?)[2]
- 2007 : Always zoku san-chōme no yūhi (ALWAYS 続・三丁目の夕日?)
- 2010 : Ballad: Na mo naki koi no uta (BALLAD 名もなき恋のうた?)
- 2010 : Space Battleship (SPACE BATTLESHIP ヤマト, Space Battleship Yamato?)
- 2011 : Friends: Mononoke-shima no naki (en) (Friends もののけ島のナキ?)
- 2012 : Always sanchōme no yūhi '64 (en) (ALWAYS 三丁目の夕日'64?)
- 2013 : Kamikaze, le dernier assaut (永遠の0, Eien no zero?)
- 2014 : Doraemon et moi (STAND BY ME ドラえもん?)
- 2014 : Kiseijū (寄生獣?)
- 2015 : Kiseijū kanketsu-hen (寄生獣 完結編?)
- 2016 : Kaizoku to yobareta otoko (en) (海賊とよばれた男?)
- 2017 : Destiny: The Tale of Kamakura (DESTINY 鎌倉ものがたり, Destiny: Kamakura monogatari?)[1]
- 2019 : The Great War of Archimedes (アルキメデスの大戦, Arukimedesu no taisen?)
- 2019 : Dragon Quest: Your Story (ドラゴンクエスト ユア・ストーリー, Doragon Kuesuto Yua Sutōrī?)
- 2019 : Lupin III: The First (ルパン三世 THE FIRST, Rupan sansei: The First?)
- 2020 : Doraemon et moi 2 (STAND BY ME ドラえもん 2?), coréalisé avec Ryūichi Yagi (ja)
- 2023 : Godzilla Minus One (ゴジラ-1.0, Gojira Mainasu Wan?)

### Télévision

#### Séries télévisées
- 1998 : Nanase futatabi chōnōryokusha kanzen massatsu (超能力者・完全抹殺～七瀬ふたたび?)
- 2002 : Heat Guy J (ヒートガイジェイ, Hiito Gai Jei?)
- 2003 : Dōbutsu no oisha-san

### Vidéoclip
- 2006 : Bump of Chicken : Namida no furusato (涙のふるさと?)

## Récompenses et distinctions

### Récompenses
Giffoni Film Festival 2000
- Meilleur film sélectionné (Juvenile (en))

Prix Hōchi du cinéma 2005
- Meilleur film (Always : Crépuscule sur la troisième rue)

Japanese Academy Awards 2006
- Meilleur réalisateur (Always : Crépuscule sur la troisième rue)
- Meilleur scénario (Always : Crépuscule sur la troisième rue)

Kinema Junpo Awards 2006
- Meilleur film (Always : Crépuscule sur la troisième rue)

Festival du film de Yokohama 2006
- Meilleur technique des effets spéciaux (Always : Crépuscule sur la troisième rue)

### Nominations
Japanese Academy Awards 2006
- Meilleur réalisateur (Always : Crépuscule sur la troisième rue 2 (en))
- Meilleur scénario (Always : Crépuscule sur la troisième rue 2 (en))

Asian Film Awards 2008
- Meilleurs effets spéciaux (Always : Crépuscule sur la troisième rue 2 (en))

Asian Film Awards 2011
- Meilleurs effets spéciaux (Space Battleship)